# Championnats arabes juniors d'athlétisme 2012
Navigation
Édition précédente Édition suivante
Les Championnats arabes juniors d'athlétisme 2012 se sont déroulés à Amman en Jordanie. Les performances ont été moyennes dans l'ensemble sauf au 110 mètres haies et au Lancer du marteau garçons où 2 records des Championnats et 2 records nationaux ont été améliorés et au Saut à la perche filles où le record des jeux a été battu.
L'Arabie saoudite a largement dominé les compétitions masculines avec 8 titres contre 3 pour le Qatar, alors que chez les féminines, une concurrence serrée a opposé la Tunisie à l'Égypte. Cette dernière qui l'a emporté par 8 titres contre 7 grâce à sa réussite aux concours des lancers, remporte également les championnats devant le même adversaire. 

## Résultats

### Hommes
| Event                     | Or                                     | Or             | Argent                             | Argent         | Bronze                                    | Bronze         |
| ------------------------- | -------------------------------------- | -------------- | ---------------------------------- | -------------- | ----------------------------------------- | -------------- |
| 100 mètres                | Yusef Alshaalani Arabie saoudite       | 10 s 58        | Eid Abdullah Alkawari Qatar        | 10 s 62        | Hasanain Hasan Iraq                       | 10 s 70        |
| 200 mètres                | Hasanain Hasan Iraq                    | 21 s 20        | Ali Hasan AlJasem Qatar            | 21 s 34        | Eid Abdullah Alkawari Qatar               | 21 s 47        |
| 400 mètres                | Saddam Suleiman Soudan                 | 46 s 93        | Bandar Atieh Kaabi Arabie saoudite | 47 s 46        | Mohammad Belbachir Algérie                | 47 s 53        |
| 800 mètres                | Mohammad Belbachir Algérie             | 1 min 49 s 47  | Mohammad Ahmad Ismail Soudan       | 1 min 50 s 29  | Muayad Mohamed Ibrahim Qatar              | 1 min 51 s 51  |
| 1 500 mètres              | Abdullah Obaid Alsaleh Arabie saoudite | 3 min 47 s 58  | Abdessalem El Ayouni Tunisie       | 3 min 52 s 63  | Mohammad Amine El Ayachi Algérie          | 3 min 58 s 08  |
| 5 000 mètres              | Abdelmuneim Yahya Soudan               | 15 min 5 s 28  | Mouloud Madoy Algérie              | 15 min 18 s 38 | Mustafa Shaghmim Égypte                   | 15 min 19 s 89 |
| 3000 mètres steeple       | Bilal Tabti Algérie                    | 9 min 18 s 04  | Salem Mohamed Salem Égypte         | 9 min 19 s 47  | Hashem Salah Abbas Qatar                  | 9 min 26 s 41  |
| 110 mètres haies          | Mousa Alsebiani Arabie saoudite        | 13 s 71        | Yaaqoub Alyouha Koweït             | 13 s 72        | Rami Gharsalli Tunisie                    | 13 s 90        |
| 400 mètres haies          | Ibrahim Bashir Arabie saoudite         | 51 s 71        | Mohamed Riadh Essayeh Tunisie      | 51 s 98        | Mustsfa Ammad Obaid Iraq                  | 52 s 15        |
| Saut en hauteur           | Muammar Barsham Qatar                  | 2,14 m         | Amro Sameer Kasi Égypte            | 2,06 m         | Sinan Adnan Iraq                          | 2,06 m         |
| Saut à la perche          | Mohamed Romdhana Tunisie               | 4,70 m         | Jaber Khalifa Qatar                | 4,40 m         | Badr Jasem Koweït                         | 4,20 m         |
| Saut en longueur          | Muhannad Qasem Alabsi Arabie saoudite  | 7,25 m         | Abdelaziz Khalil Syrie             | 7,18 m         | Jasem Mohamed Mustafa Émirats arabes unis | 6,99 m         |
| Triple saut               | Talal Zayed Koweït                     | 15,74 m        | Jasem Al Saad Koweït               | 14,80 m        | Hussein Al Dananouni Libye                | 14,47 m        |
| Lancer du poids (6 kg)    | Mohammad Omar Mousa Arabie saoudite    | 18,35 m        | Ahmad Amrou Mousa Égypte           | 17,99 m        | Saif Nouri Iraq                           | 17,28 m        |
| lancer du disque (1,7 kg) | Mustafa Kadhem Iraq                    | 52,14 m        | Khaled Mohamed Theeb Qatar         | 50,69 m        | Osama Hasan Alghufaili Arabie saoudite    | 49,10m         |
| Lancer du marteau (6 kg)  | Ashraf Amjad Mohammad Qatar            | 78,62 m        | Hisham Lutfi Alsayed Égypte        | 64,01 m        | Mubarak Alhendal Koweït                   | 61,98 m        |
| Lancer du javelot (800 g) | Majed Muhsen Albadri Égypte            | 63,19 m        | Fadl Fayez Saeed Égypte            | 62,07 m        | Mkarem Mahameed Syrie                     | 59,97 m        |
| Décathlon                 | Majed Al Zaid Koweït                   | 6223 pts       | Kiwan Tawfeeq Iraq                 | 5966 pts       | Mohamed Romdhana Tunisie                  | 5795 pts       |
| 10 km marche              | Hussein Mohammad Qatar                 | 44 min 44 s 45 | Hazem Ahmad Syrie                  | 45 min 13 s 06 | Ashaali Hasan Jasem Émirats arabes unis   | 47 min 25 s 73 |
| Relais 4 × 100 mètres     | Arabie saoudite                        | 41 s 52        | Iraq                               | 41 s 77        | Bahreïn                                   | 42 s 89        |
| Relais 4×400 mètres       | Arabie saoudite                        | 3 min 16 s 98  | Iraq                               | 3 min 18 s 29  | Soudan                                    | 3 min 21 s 94  |

### Dames
| Event                     | Or                              | Or             | Argent                          | Argent         | Bronze                            | Bronze         |
| ------------------------- | ------------------------------- | -------------- | ------------------------------- | -------------- | --------------------------------- | -------------- |
| 100 mètres                | Maha Almuallem Liban            | 12 s 11        | Basant Mohamed Awad Égypte      | 12 s 12        | Jihan Laabidi Tunisie             | 12 s 46        |
| 200 mètres                | Basant Mohamed Awad Égypte      | 24 s 95        | Abir El Barkaoui Tunisie        | 25 s 02        | Maha Almuallem Liban              | 25 s 75        |
| 400 mètres                | Abir El Barkaoui Tunisie        | 56 s 12        | Naziman Amara Algérie           | 57 s 90        | Hajar Saeed Soudan                | 57 s 96        |
| 800 mètres                | Hallouma Jerfal Tunisie         | 2 min 11 s 02  | Tasabih Alsayed Soudan          | 2 min 11 s 04  | Nahida Albawwat Jordanie          | 2 min 26 s 33  |
| 1 500 mètres              | Hallouma Jerfal Tunisie         | 4 min 47 s 20  | Rasha Subhi Ayoub Jordanie      | 5 min 8 s 92   | Intisar Alshoshan Libye           | 5 min 17 s 38  |
| 3 000 mètres              | Darin Bin Amer Algérie          | 10 min 6 s 63  | Sujoud Alkhatba Jordanie        | 10 min 55 s 25 | Zainab Hashem Iraq                | 12 min 0 s 62  |
| 3000 mètres steeple       | Hajar Sakhal Algérie            | 11 min 15 s 16 | Refka Abdennebi Tunisie         | 11 min 25 s 29 | Rebab El Fatnassi Tunisie         | 12 min 8 s 43  |
| 100 mètres haies          | Selma Abdelhamid Tunisie        | 14 s 43        | Houjaira Achour Algérie         | 15 s 04        | Fatima Alzahraa Taatouq Algérie   | 15 s 18        |
| 400 mètres haies          | Tasabih Alsayed Soudan          | 1 min 0 s 96   | Dahieh Haddar Algérie           | 1 min 2 s 34   | Marwa Boumaiza Tunisie            | 1 min 2 s 90   |
| Saut en hauteur           | Basant Musaad Mohammad Égypte   | 1,70 m         | Maryam Mohammad Bahreïn         | 1,64 m         | Liza Madoni Algérie               | 1,64 m         |
| Saut à la perche          | Dora Mahfoudhi Tunisie          | 3,55 m         | Diana Khasawneh Jordanie        | 2,90 m         | Reem Mohamed Abdulmutajali Égypte | 2,80 m         |
| Saut en longueur          | Suhaila Helmi Aljabrouni Égypte | 5,64 m         | Rabaa Rezgui Tunisie            | 5,57 m         | Kristal Alsanea Liban             | 5,24 m         |
| Triple saut               | Rabaa Rezgui Tunisie            | 13,01 m        | Suhaila Helmi Aljabrouni Égypte | 12,65 m        | Asmaa Mohammad Gharib Égypte      | 12,47 m        |
| Lancer du poids (4 kg)    | Fadia Saad Ibrahim Égypte       | 14,48 m        | Rahma Bouslama Tunisie          | 12,05 m        | Asrar Ahmad El-Mannaï Larab Qatar | 11,60 m        |
| Lancer du disque (1 kg)   | Nuha Abdel Dayem Amin Égypte    | 46,80 m        | Fadiya Saad Ibrahim Égypte      | 42,27 m        | Inas Al Sayeh Libye               | 40,79 m        |
| Lancer du javelot (600 g) | Suhaila Mousa Égypte            | 42,38 m        | Nada Ayman Abu Alfutouh Égypte  | 40,35 m        | Rima bin Issa Algérie             | 36,59 m        |
| Lancer du marteau (4 kg)  | Aya Ibrahim Mohammad Égypte     | 52,70 m        | Nada Ayman Abu Alfutouh Égypte  | 52,02 m        | Nabiha Gueddah Tunisie            | 50,38 m        |
| Heptathlon                | Aya Husam Tharwat Égypte        | 4519 pts       | Noor Alsoos Syrie               | 4330 pts       | Marwa Boumaiza Tunisie            | 4135 pts       |
| 10 km marche              | Chahinez Nasri Tunisie          | 47 min 30 s 28 | Tahani Ghezal Tunisie           | 49 min 9 s 71  | Braiza Ghezlani Algérie           | 50 min 18 s 22 |
| Relais 4 × 100 mètres     | Algérie                         | 49 s 50        | Égypte                          | 50 s 93        | Iraq                              | 52 s 20        |
| Relais 4×400 mètres       | Algérie                         | 3 min 57 s 10  | Tunisie                         | 4 min 1 s 17   | Soudan                            | 4 min 4 s 14   |

## Tableau des médailles
| Rang | Nation              | Or | Argent | Bronze | Total |
| ---- | ------------------- | -- | ------ | ------ | ----- |
| 1    | Égypte              | 9  | 11     | 3      | 23    |
| 2    | Tunisie             | 8  | 8      | 7      | 23    |
| 3    | Arabie saoudite     | 8  | 1      | 1      | 10    |
| 4    | Algérie             | 6  | 4      | 6      | 16    |
| 5    | Qatar               | 3  | 4      | 4      | 11    |
| 6    | Soudan              | 3  | 2      | 3      | 8     |
| 7    | Iraq                | 2  | 3      | 6      | 11    |
| 8    | Koweït              | 2  | 2      | 2      | 6     |
| 9    | Liban               | 1  | 0      | 2      | 3     |
| 10   | Jordanie            | 0  | 3      | 1      | 4     |
| 10   | Syrie               | 0  | 3      | 1      | 4     |
| 12   | Bahreïn             | 0  | 1      | 1      | 2     |
| 13   | Libye               | 0  | 0      | 3      | 3     |
| 14   | Émirats arabes unis | 0  | 0      | 2      | 2     |
| 15   | Palestine           | 0  | 0      | 0      | 0     |
| -    | Total               | 42 | 42     | 42     | 126   |